# Charlie Wurz
Charlie Wurz (Montecarlo, Mónaco; 2 de diciembre de 2005), es un piloto de automovilismo austriaco nacido en Mónaco. Fue campeón del Campeonato de EAU de Fórmula 4 y del Campeonato de Fórmula Regional de Oceanía en 2022 y 2023 respectivamente.
En 2024 compitió en el Campeonato de Fórmula 3 de la FIA con Jenzer Motorsport tras formar parte de Prema Racing en la Fórmula Regional Europea. En 2025 disputa su segunda temporada con Trident Racing.

## Carrera

### Inicios
Wurz empezó a competir en campeonatos de karting en toda Europa desde 2017. Estos incluyeron el Rotax Max Challenge, eventos WSK y series de karting autorizadas por la FIA. Durante este tiempo, Wurz fue reclutado para unirse a la Academia de pilotos de Ferrari.

### Porsche Sprint Challenge
En 2021, Wurz compitió en dos carreras del Porsche Sprint Challenge Europe en el Hungaroring. Ganó una carrera, habiendo asegurado una pole position y una vuelta rápida en el mismo evento. En la siguiente carrera, Wurz terminó en el podio en tercera posición.
Wurz volvió al Porsche Sprint Challenge a finales de año, esta vez compitiendo en Oriente Medio. El austriaco logró ganar tres carreras, lo que lo colocó sexto en la clasificación de GT4 a pesar de perderse la mayor parte de la temporada.

### Fórmula Regional
A principios de 2023, Wurz participó en el Campeonato de Fórmula Regional de Oceanía en Nueva Zelanda, conduciendo para M2 Competition. Comenzó la temporada de manera fuerte, tomando el liderato del campeonato durante la primera ronda con un par de segundos puestos en las carreras principales.
En las próximas rondas en Teretonga, el austriaco extendería su ventaja en lo más alto de la clasificación, ganando las carreras 1 y 3. Después de una pausa en Manfeild, donde Wurz terminó no más arriba del quinto lugar, volvió al puesto más alto del podio en la carrera de parrilla inversa en Hampton Downs. Como el adversario del campeonato, Callum Hedge, sufrió dificultades mecánicas durante la carrera, Wurz una vez más subió a la cima de la clasificación. Ganó la carrera principal en Taupo mientras que Hedge terminó cuarto, asegurando el campeonato de la temporada.
Wurz confirmó en enero que competiría en el Campeonato de Fórmula Regional Europea durante la temporada 2023.

## Resumen de carrera
| Temporada | Categoría                                     | Equipo                    | Carreras     | Victorias    | Poles        | VR           | Podios       | Puntos       | Pos.         |
| --------- | --------------------------------------------- | ------------------------- | ------------ | ------------ | ------------ | ------------ | ------------ | ------------ | ------------ |
| 2021      | Campeonato de Italia de Fórmula 4             | Prema Powerteam           | 6            | 0            | 0            | 0            | 0            | 20           | 20.º         |
| 2021      | Porsche Sprint Challenge Europa Central - GT4 | Deltabloc GT Racing       | 2            | 1            | 1            | 1            | 2            | 0            | NC†          |
| 2021      | Campeonato de EAU de Fórmula 4 - Ronda Trofeo | Abu Dhabi Racing by Prema | 1            | 1            | 0            | 1            | 1            | N/A          | 1.º          |
| 2021-22   | Porsche Sprint Challenge Medio Oriene - GT4   | BWT Junior Racing         | 4            | 3            | ?            | 2            | 3            | 77.5         | 6.º          |
| 2022      | Campeonato de EAU de Fórmula 4                | Prema Racing              | 20           | 2            | 3            | 2            | 10           | 255          | 1.º          |
| 2022      | ADAC Fórmula 4                                | Prema Racing              | 12           | 0            | 0            | 0            | 3            | 111          | 7.º          |
| 2022      | Campeonato de Italia de Fórmula 4             | Prema Racing              | 20           | 1            | 1            | 0            | 6            | 198          | 4.º          |
| 2022      | Campeonato de España de F4                    | Campos                    | 3            | 0            | 0            | 0            | 1            | 25           | 15.º         |
| 2022      | Motorsport Games de la FIA                    | Team Austria              | 1            | 0            | 0            | 0            | 0            | N/A          | 11.º         |
| 2023      | Campeonato de Fórmula Regional de Oceanía     | M2 Competition            | 15           | 4            | 4            | 1            | 7            | 343          | 1.º          |
| 2023      | Campeonato de Fórmula Regional Europea        | ART Grand Prix            | 10           | 0            | 0            | 0            | 0            | 1            | 26.º         |
| 2023      | Eurofórmula Open                              | CryptoTower Racing Team   | 11           | 1            | 1            | 3            | 5            | 139          | 6.º          |
| 2023      | Gran Premio de Macao                          | Jenzer Motorsport         | 1            | 0            | 0            | 0            | 0            | N/A          | DNF          |
| 2024      | Campeonato de Fórmula 3 de la FIA             | Jenzer Motorsport         | 20           | 0            | 0            | 0            | 0            | 10           | 22.º         |
| 2025      | Campeonato de Fórmula 3 de la FIA             | Trident                   | Disputándose | Disputándose | Disputándose | Disputándose | Disputándose | Disputándose | Disputándose |
| Fuente:   |                                               |                           |              |              |              |              |              |              |              |

## Resultados

### ADAC Fórmula 4
(Clave) (negrita indica pole position) (cursiva indica vuelta rápida)

| Año  | Escudería    | 1   | 1   | 1   | 2   | 2   | 2   | 3   | 3   | 3   | 4   | 4   | 4   | 5   | 5   | 5   | 6   | 6   | 6   | Pos. | Puntos |
| ---- | ------------ | --- | --- | --- | --- | --- | --- | --- | --- | --- | --- | --- | --- | --- | --- | --- | --- | --- | --- | ---- | ------ |
| 2022 | Prema Racing | SPA | SPA | SPA | HOC | HOC | HOC | ZAN | ZAN | ZAN | NÜR | NÜR | NÜR | LAU | LAU | LAU | NÜR | NÜR | NÜR | 7.º  | 111    |
| 2022 | Prema Racing | 3   | Ret | 5   | 4   | 10  | 6   | 7   | 3   | 3   | 6   | 4   | 7   |     |     |     |     |     |     | 7.º  | 111    |

### Campeonato de Italia de Fórmula 4
(Clave) (negrita indica pole position) (cursiva indica vuelta rápida puntuable)

| Año  | Escudería       | 1   | 1   | 1   | 2   | 2   | 2   | 3   | 3   | 3   | 4   | 4   | 4   | 5   | 5   | 5   | 6   | 6   | 6   | 7   | 7   | 7   | Pos. | Puntos |
| ---- | --------------- | --- | --- | --- | --- | --- | --- | --- | --- | --- | --- | --- | --- | --- | --- | --- | --- | --- | --- | --- | --- | --- | ---- | ------ |
| 2021 | Prema Powerteam | LEC | LEC | LEC | MIS | MIS | MIS | VLL | VLL | VLL | IMO | IMO | IMO | SPI | SPI | SPI | MUG | MUG | MUG | MNZ | MNZ | MNZ | 20.º | 20     |
| 2021 | Prema Powerteam |     |     |     |     |     |     | 19  | 12  | 4   |     |     |     | 21  | 8   | 8   |     |     |     |     |     |     | 20.º | 20     |

| Año  | Escudería    | 1   | 1   | 1   | 2   | 2   | 2   | 3   | 3   | 3   | 4   | 4   | 4   | 5   | 5   | 5   | 5   | 6   | 6   | 6   | 7   | 7   | 7   | Pos. | Puntos |
| ---- | ------------ | --- | --- | --- | --- | --- | --- | --- | --- | --- | --- | --- | --- | --- | --- | --- | --- | --- | --- | --- | --- | --- | --- | ---- | ------ |
| 2022 | Prema Racing | IMO | IMO | IMO | MIS | MIS | MIS | SPA | SPA | SPA | VLL | VLL | VLL | SPI | SPI | SPI | SPI | MNZ | MNZ | MNZ | MUG | MUG | MUG | 4.º  | 198    |
| 2022 | Prema Racing | 7   | 16  | 7   | 4   | 2   | 27† | 4   | 7   | 4   | 9   | 3   | 3   |     | 5   | 6   | 14  | 1   | 2   | C   | 4   | 6   | 3   | 4.º  | 198    |

### Campeonato de España de F4
(Clave) (negrita indica pole position) (cursiva indica vuelta rápida)

| Año  | Equipo | 1   | 1   | 1   | 2   | 2   | 2   | 3   | 3   | 3   | 4   | 4   | 4   | 5   | 5   | 5   | 6   | 6   | 6   | 7   | 7   | 7   | Pos. | Puntos |
| ---- | ------ | --- | --- | --- | --- | --- | --- | --- | --- | --- | --- | --- | --- | --- | --- | --- | --- | --- | --- | --- | --- | --- | ---- | ------ |
| 2022 | Campos | ALG | ALG | ALG | JER | JER | JER | VAL | VAL | VAL | SPA | SPA | SPA | ARA | ARA | ARA | NAV | NAV | NAV | BAR | BAR | BAR | 15.º | 25     |
| 2022 | Campos |     |     |     | 3   | 7   | 6   |     |     |     |     |     |     |     |     |     |     |     |     |     |     |     | 15.º | 25     |

### Motorsport Games de la FIA
(Clave) (negrita indica pole position) (cursiva indica vuelta rápida puntuable)

| Año  | Escudería    | Clase     | Q   | QR | Pos. |
| ---- | ------------ | --------- | --- | -- | ---- |
| 2022 | Team Austria | Fórmula 4 | 2.º | NC | 11.º |

### Campeonato de Fórmula Regional Europea
(Clave) (negrita indica pole position) (cursiva indica vuelta rápida)

| Año   | Equipo       | 1   | 1   | 2   | 2   | 3   | 3   | 4   | 4   | 5   | 5   | 6   | 6   | 7   | 7   | 8   | 8   | 9   | 9   | 10  | 10  | Pos.  | Puntos |
| ----- | ------------ | --- | --- | --- | --- | --- | --- | --- | --- | --- | --- | --- | --- | --- | --- | --- | --- | --- | --- | --- | --- | ----- | ------ |
| 2023* | Prema Racing | IMO | IMO | BAR | BAR | BUD | BUD | SPA | SPA | MUG | MUG | LEC | LEC | SPI | SPI | MNZ | MNZ | ZAN | ZAN | HOC | HOC | 25.°* | 1*     |
| 2023* | Prema Racing | 26  | 10  | 16  | 18  | 22  | 22  |     |     | 18  | 13  | Ret | 27  |     |     |     |     |     |     |     |     | 25.°* | 1*     |

- * Temporada en progreso.

### Campeonato de Fórmula 3 de la FIA
(Clave) (negrita indica pole position) (cursiva indica vuelta rápida puntuable)

| Año   | Escudería         | 1   | 1   | 2   | 2   | 3   | 3   | 4   | 4   | 5   | 5   | 6   | 6   | 7   | 7   | 8   | 8   | 9   | 9   | 10  | 10  | Pos. | Puntos | Ref.   |
| ----- | ----------------- | --- | --- | --- | --- | --- | --- | --- | --- | --- | --- | --- | --- | --- | --- | --- | --- | --- | --- | --- | --- | ---- | ------ | ------ |
| 2024  | Jenzer Motorsport | SAK | SAK | MEL | MEL | IMO | IMO | MON | MON | BAR | BAR | SPI | SPI | SIL | SIL | BUD | BUD | SPA | SPA | MNZ | MNZ | 22.º | 10     | [ 15 ] |
| 2024  | Jenzer Motorsport | 19  | 16  | 11  | 5   | 23  | 24  | 19  | Ret | 16  | 13  | 20  | 27  | Ret | Ret | 17  | Ret | 26  | 23  | 24† | 14  | 22.º | 10     | [ 15 ] |
| 2025* | Trident           | MEL | MEL | SAK | SAK | IMO | IMO | MON | MON | BAR | BAR | SPI | SPI | SIL | SIL | SPA | SPA | BUD | BUD | MNZ | MNZ | 10.º | 8      | [ 16 ] |
| 2025* | Trident           | Ret | 6   |     |     |     |     |     |     |     |     |     |     |     |     |     |     |     |     |     |     | 10.º | 8      | [ 16 ] |

- * Temporada en progreso.

## Vida personal
Wurz es hijo del dos veces ganador de las 24 horas de Le Mans y expiloto de Fórmula 1 Alex Wurz. Wurz reside en Montecarlo, sin embargo compite bajo la bandera austriaca.